# اوتیول
اوتیول (به فرانسوی: Authieule) یک کمون در فرانسه است که در سم (فرانسه) واقع شده‌است. اوتیول ۴٫۵۸ کیلومتر مربع مساحت دارد ۹۲ متر بالاتر از سطح دریا واقع شده‌است.